# Mauritania Airlines
Mauritania Airlines, precedentemente nota come Mauritania Airlines International, è una compagnia aerea con sede a Nouakchott, in Mauritania, che funge da compagnia aerea di bandiera del paese. È stata costituita nel dicembre 2010 in risposta alla chiusura di Mauritania Airways.
Nell'aprile 2018 è stato annunciato che la compagnia aerea era stata rinominata da Mauritania Airlines International a Mauritania Airlines. Al 2022 rimane l'unica compagnia aerea operante in Mauritania.

## Flotta

### Flotta attuale

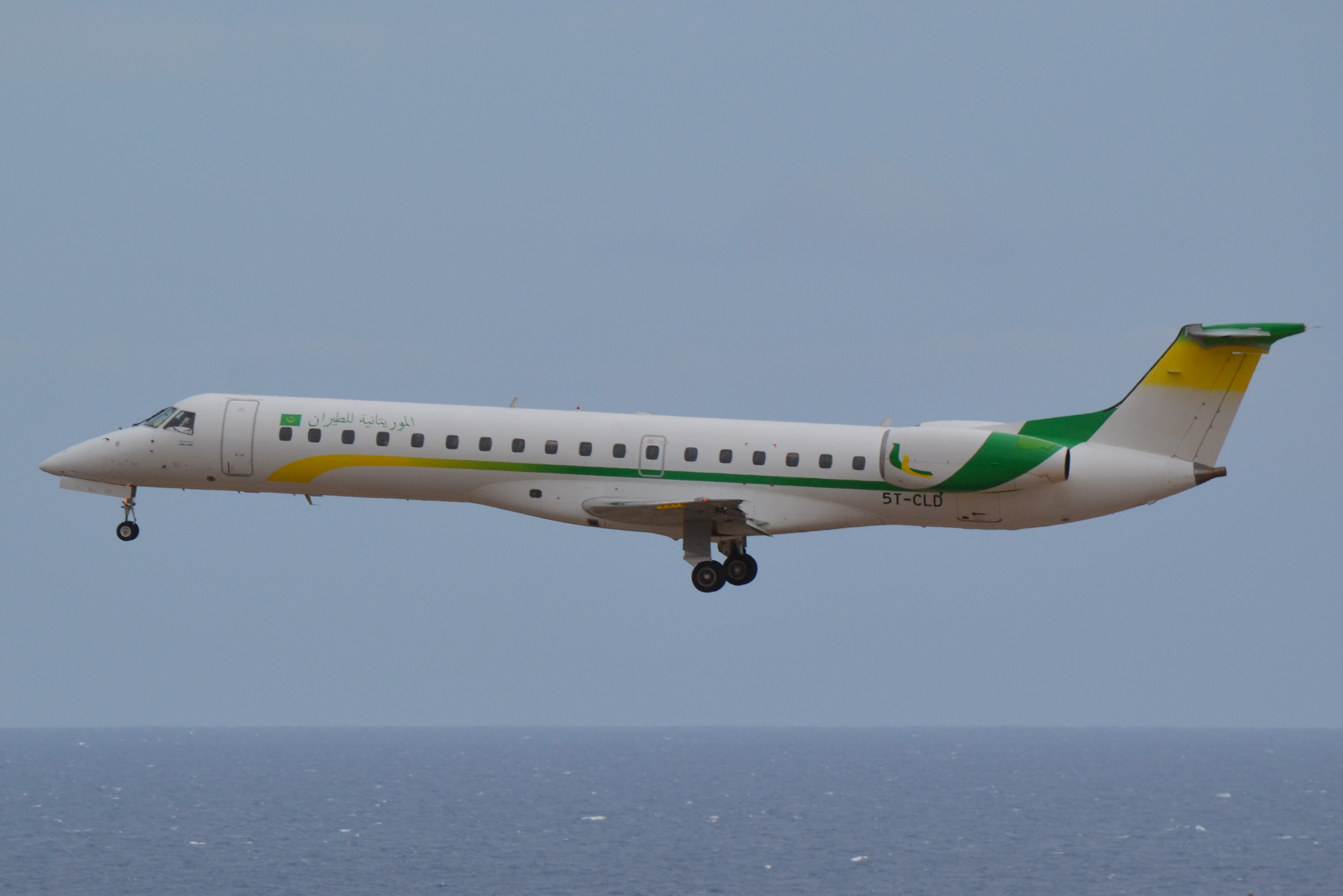
Un Embraer ERJ 145.

Ad maggio 2025 la flotta di Mauritania Airlines è così composta:

### Flotta storica
Nel corso degli anni, Mauritania Airlines ha operato con i seguenti aeromobili: